# 宮本愛子 (タレント)
宮本 愛子（みやもと あいこ、1980年11月29日 - ）は、日本の元タレントである。TBSのテレビ番組 『ワンダフル』に、ワンギャル（4期生）のひとりとして出演していたことで知られる。

## 人物・来歴
神奈川県生まれ。趣味・特技はボクシング、水泳、サーフィン。芸能活動をしていた当時、芸能事務所「ミナクルカンパニー」に所属していた。
元々はヤマンバギャルであったが、2001年（平成13年）の『ワンダフル』レギュラー出演を機に改めた。同番組では、ナマズに似ていると話題にされたり、最終回2回前で司会の東幹久に嫌われるなどしていた。
翌年のワンギャル卒業後には目立った芸能活動はみられず、その後は福岡県へ移住してヨガ教室のインストラクター（マネージャー）などをしていたが、現在は芸能事務所「ドレスコード」でワンギャルの同僚だった竹下玲奈のマネージャーをしている。
ちなみに現在でも竹下や松里ともかといったワンギャル仲間と交流を続けており、お互いの家に遊びに行くこともある。